# Megachile laboriosa
Megachile laboriosa là một loài Hymenoptera trong họ Megachilidae. Loài này được Smith mô tả khoa học năm 1862.